# Hanksville
Hanksville est une municipalité américaine située dans le comté de Wayne en Utah.
Lors du recensement de 2010, sa population est de 219 habitants. La municipalité s'étend alors sur une superficie de 1,92 mille carré (4,97 km2).
La localité est fondée en 1882 par des colons menés par Ebeneazer Hanks. Elle porte d'abord le nom de Grave’s Valley avant d'être renommée Hanksville en 1885. Elle devient une municipalité en 1999.
À proximité se trouve Mars Desert Research Station (MDRS), un laboratoire de recherche simulant une base habitée sur la planète Mars.